# Едінборо (Пенсільванія)
Едінборо (англ. Edinboro) — місто (англ. borough) в США, в окрузі Ері штату Пенсільванія. Населення — 4964 особи (2020).

## Географія
Едінборо розташоване за координатами 41°52′30″ пн. ш. 80°7′27″ зх. д. / 41.87500° пн. ш. 80.12417° зх. д. (41.874979, -80.124246).  За даними Бюро перепису населення США в 2010 році місто мало площу 6,23 км², з яких 5,92 км² — суходіл та 0,31 км² — водойми.

## Демографія
Згідно з переписом 2010 року, у селищі мешкало 6438 осіб у 2125 домогосподарствах у складі 812 родин. Густота населення становила 1033 особи/км².  Було 2346 помешкань (377/км²).
Расовий склад населення:
| - 92,0 % — білих - 4,8 % — чорних або афроамериканців - 1,0 % — азіатів - 0,2 % — корінних американців |

До двох чи більше рас належало 1,7 %. Частка іспаномовних становила 1,4 % від усіх жителів.
За віковим діапазоном населення розподілялося таким чином: 10,0 % — особи молодші 18 років, 81,7 % — особи у віці 18—64 років, 8,3 % — особи у віці 65 років та старші. Медіана віку мешканця становила 22,0 року. На 100 осіб жіночої статі у селищі припадало 86,7 чоловіків;  на 100 жінок у віці від 18 років та старших — 84,1 чоловіків також старших 18 років.
Середній дохід на одне домашнє господарство  становив 46 355 доларів США (медіана — 34 074), а середній дохід на одну сім'ю — 71 361 долар (медіана — 66 411). Медіана доходів становила 45 244 долари для чоловіків та 32 060 доларів для жінок. За межею бідності перебувало 26,9 % осіб, у тому числі 9,4 % дітей у віці до 18 років та 6,8 % осіб у віці 65 років та старших.
Цивільне працевлаштоване населення становило 3079 осіб. Основні галузі зайнятості: освіта, охорона здоров'я та соціальна допомога — 29,4 %, мистецтво, розваги та відпочинок — 17,9 %, роздрібна торгівля — 17,4 %.